# Casemate du Grand-Lot
La casemate du Grand-Lot est une casemate d'intervalle CORF de la ligne Maginot, située sur l'emprise de la commune d'Escherange, dans le département de la Moselle, région Lorraine.

## Position sur la ligne
Faisant partie du sous-secteur d'Angevillers ou d'Œutrange (les deux dénominations furent utilisées) dans le secteur fortifié de Thionville, la casemate du Grand-Lot, portant l'indicatif C 36, est intégrée à la « ligne principale de résistance » entre l'ouvrage de Rochonvillers (A 8, dont le bloc 9  est détaché près de la casemate) au sud-ouest et la casemate d'Escherange Ouest (C 37) au nord-est, à portée de tir croisé des canons des gros ouvrages de Rochonvillers au sud-ouest et de Molvange au nord-est.

## Description
Cette casemate double était équipée de deux cloches GFM, de deux créneaux mixtes pour jumelage Reibel et canon antichar de 47 mm et de deux autres créneaux pour jumelage Reibel seuls.

## Histoire
La casemate était commandée en 1940 par le lieutenant Klein. La chambre de tir ouest couvrait de ses feux la route D 58 qui relie les villages d'Angevillers et d'Escherange vers l'ouest et le bloc 9 du GO de Rochonvillers (on peut voir le bloc 9 à partir de la cloche ouest de la casemate). La chambre de tir est couvrait la casemate d'Escherange Ouest.

## État actuel
La casemate, aujourd'hui propriété privée, a été restaurée. Elle est ouverte à certaines occasions[Lesquelles ?] au public.